# Peter Cetera
Pour les articles homonymes, voir Cetera (homonymie).
Peter Paul Cetera, né le  13 septembre 1944 à Chicago (États-Unis), est un chanteur, compositeur, bassiste et producteur américain. Il est notamment connu pour avoir été un des membres fondateurs du groupe Chicago, avant de se lancer dans une carrière solo.

## Avant le groupeChicago
Peter Cetera est le deuxième de six enfants d'une famille des quartiers sud de Chicago, originaire de Pologne. Il apprend à 5 ans à jouer de l'accordéon avant de s'acheter sa première guitare à l'âge de 14 ans.
Il passe ensuite à la guitare basse et, après avoir fini son lycée, joue avec plusieurs groupes, dont The Exceptions, qui sort deux albums et plusieurs singles. À 22 ans, on le retrouve à la basse sur l'album du chanteur folk de Chicago Dick Campbell Dick Campbell Sings Where It's At.

## Ses débuts avec Chicago
En décembre 1967, Peter Cetera quitte The Exceptions pour rejoindre le groupe The Big Thing, qu'il avait vu en concert.
Le groupe change bientôt de nom pour s'appeler The Chicago Transit Authority, du nom de la compagnie gérant les transports en commun dans la ville de Chicago. La compagnie porta plainte contre le groupe qui raccourcira rapidement le nom en Chicago. Son premier album, éponyme, sort en 1969. Cetera y chante trois titres sur les onze de l'album, sa voix de ténor complétant celles de baryton des deux autres chanteurs du groupe, Robert Lamm et Terry Kath.
L'album suivant, Chicago (ou Chicago II), donne au groupe sa popularité mondiale. La chanson 25 or 6 to 4 est le premier titre majeur où Cetera est le chanteur principal. C'est aussi sur cet album qu'apparaît Where Do We Go From Here?, première chanson qu'il compose.
Il devient par la suite un compositeur plus prolifique. Il contribue notamment à  Wishing You Were Here et à Happy Man de l'album de 1974 Chicago VII. Malgré tout, son plus grand succès avec Chicago comme compositeur et comme chanteur reste If You Leave Me Now, no 1 dans de nombreux pays en 1976. Par la suite, en 1977, sa chanson suivante, Baby, What A Big Surprise, devient aussi un grand succès.
Avec la fin des années 1970 et l'arrivée de la musique disco, la popularité du groupe faiblit. En 1981, Peter Cetera sort son premier album solo, Peter Cetera, chez Warner Bros. Records, après avoir personnellement racheté ses droits à Columbia Records, que le projet n'intéressait pas. C'est un échec commercial, que Peter Cetera attribue au refus de la Warner de le promouvoir en tant qu'artiste solo de peur qu'il ne quitte Chicago, qui vient de signer un contrat avec le même label.
En 1982, avec David Foster comme producteur, le groupe sort Chicago 16. Les trois premiers singles (Hard to Say I'm Sorry, qui deviendra n°1 aux États-Unis, Love Me Tomorrow et What You're Missing) sont chantés par Peter Cetera, qui a également coécrit, avec David Foster, les deux premiers.
En 1984, Chicago 17 sort et devient, avec 7 millions de copies vendues rien qu'aux États-Unis, leur plus grand succès. Les quatre singles tirés de l'album, chantés par Peter Cetera, entrent aux États-Unis dans le top 20: Stay the Night (no 16), Hard Habit to Break (no 3), You're the Inspiration (no 3) et Along Comes a Woman (no 14). Il a coécrit trois d'entre eux.

## Départ de Chicago et carrière solo
Peter Cetera se lance en 1985 dans un nouvel album solo. Le reste du groupe refusant sa proposition de rester malgré tout dans le groupe, ils se séparent en juillet 1985.
Cette fois le succès ne le quitte pas. Son premier single, Glory of Love (thème du film Karaté Kid : Le Moment de vérité 2), est no 1 dans plusieurs pays. Il gagne l'ASCAP Award de la chanson la plus jouée tirée d'un film (most performed song from motion pictures) et le BMI Film and TV Awards de la chanson la plus jouée tirée d'un film (most performed song from a film). La chanson est également nommée pour l'Oscar et le Golden Globe Award dans la catégorie Meilleure chanson originale et pour le Grammy Award de la meilleure chanson pop par un artiste masculin.
Son album Solitude/Solitaire, sorti en 1986, rencontre lui aussi du succès, se vendant à plus d'un million d'exemplaires. Il en est tiré un single, The Next Time I Fall, duo avec Amy Grant, qui devient no 1 aux États-Unis et qui est nommé pour le Grammy Award de la meilleure chanson de duo ou groupe.
Son troisième album solo, One More Story, sort en 1988 et contient One Good Woman, Save Me, générique de la 1re saison de la série télévisée Alerte à Malibu et Sheherazade avec Madonna (sous le pseudonyme Lulu Smith).
En 1989, il sort un nouveau duo, After All, cette fois avec Cher, qui se trouve sur la bande originale du film Le Ciel s'est trompé (Chances are). Il atteint la 6e place dans les hit parades américains.
En 1992, son dernier album chez Warner, World Falling Down, contient notamment le titre Restless Heart de style en:Adult contemporary music, Even a Fool Can See et Feels Like Heaven (duo avec Chaka Khan).
En 1995, il sort son premier album chez River North Records, One Clear Voice. On y trouve entre autres (I Wanna Take) Forever Tonight, un duo avec Crystal Bernard. Suit entre 1995 et 1996 sa première tournée solo, accompagné de la chanteuse de country Ronna Reeves.
Il sort You're the Inspiration: A Collection (compilation de ses duos, de trois réenregistrements de chansons de Chicago et de deux nouvelles chansons) en 1997 et Another Perfect World en 2001.
En 2002, il chante un medley de quatre de ses chansons au Concert for World Children's Day avec David Foster et un orchestre au Arie Crown Theater de Chicago. On le revoit en 2003, avec le Chicago Pops Orchestra dans l'émission musicale de la chaîne PBS Soundstage.
De 2003 à 2007, on ne voit Peter Cetera que dans un très petit nombre de concerts, toujours avec un orchestre de 40 musiciens. Il chante des ré-arrangements de ses chansons et de celles de Chicago.
En 2004, il sort You Just Gotta Love Christmas, une compilation de chansons classiques de Noël, avec des chœurs et des duos de sa fille la plus âgée, Claire.

## Autres contributions musicales
On retrouve en outre Peter Cetera en 1976 dans les chœurs de la chanson Hurly Burly du groupe de rock Angelo, en 1978 dans les chœurs de My Life, de Billy Joel et en 1983 dans Hold Me 'Til The Morning Comes, de Paul Anka.
En 1987, il produit le troisième album en anglais de l'ex-membre d'ABBA Agnetha Fältskog, I Stand Alone. Il coécrit d'ailleurs la chanson éponyme et chante avec elle en duo I Wasn't the One (Who Said Goodbye).

## Peter Cetera acteur
Peter Cetera apparaît dans deux films: Electra Glide in Blue, de 1973, avec d'autres membres du groupe Chicago, où il a le rôle mineur de Bob Zemko, et dans le téléfilm de Sidney Sheldon Memories of Midnight, sorti en 1991, où il joue le rôle de Larry Douglas.

## Vie privée
En 1982, il épouse Diane Nini, avec qui il a une fille, Claire, née en 1983. Ils divorcent en 1991. Sa seconde fille, Senna, est née en 1997.

## Discographie

### Albums studio
- 1981 - Peter Cetera (no 143 USA)
- 1986 - Solitude/Solitaire (no 23 USA, disque de platine)
- 1988 - One More Story (no 58 USA)
- 1992 - World Falling Down (no 163 USA)
- 1995 - One Clear Voice
- 2001 - Another Perfect World
- 2004 - You Just Gotta Love Christmas

### Compilations
- 1997 - You're the Inspiration: A Collection (no 134 USA)
- 2002 - Greatest Hits
- 2017 - The Very Best of Peter Cetera
- 2021 - Love, Glory, Honor & Heart: The Complete Full Moon & Warner Bros. Recordings 1981-1992 (Coffret 6CD inclus les 4 premiers albums studio agrémentés de 2CD de remixes, singles, versions alternatives)

### Singles
Les places sont celles du top 100 du magazine Billboard.
- 1982 - Livin' In The Limelight (no 6 Rock), de l'album Solitude/Solitaire
- 1986 - Glory of Love (no 1 USA, no 1 Adult Contemporary USA, no 3 Grande-Bretagne)
- 1986 - The Next Time I Fall (avec Amy Grant) (no 1 USA, no 1 Adult Contemporary USA, no 78 Grande-Bretagne)
- 1987 - Big Mistake (no 61 USA)
- 1987 - Only Love Knows Why (no 24 Adult Contemporary USA) de l'album I Stand Alone d'Agnetha Fältskog
- 1987 - I Wasn't the One (Who Said Goodbye) (avec Agnetha Fältskog) (no 93 USA, no 19 Adult Contemporary USA), de l'album One More Story
- 1988 - One Good Woman (no 4 USA, no 1 Adult Contemporary USA, no 82 Grande-Bretagne)
- 1988 - Best Of Times (no 59 USA, no 22 Adult Contemporary USA)
- 1988 - You Never Listen To Me (no 32 Rock USA)
- 1989 - After All (avec Cher) (no 6 USA, n°1 Adult Contemporary USA, no 84 Grande-Bretagne)
- 1992 - Restless Heart (no 35 USA, no 1 Adult Contemporary USA)
- 1993 - Feels Like Heaven (avec Chaka Khan) (no 71 USA, no 5 Adult Contemporary USA)
- 1993 - Even A Fool Can See (no 68 USA, no 3 Adult Contemporary USA), de l'album One Clear Voice
- 1995 - (I Wanna Take) Forever Tonight (avec Crystal Bernard) (no 86 USA, no 22 Adult Contemporary USA)
- 1996 - One Clear Voice (no 12 Adult Contemporary USA)
- 1996 - Faithfully (no 13 Adult Contemporary USA) de l'album Az Yet du groupe Az Yet
- 1997 - Hard to Say I'm Sorry (reprise avec Az Yet) (no 8 USA, no 14 Adult Contemporary USA, no 20 Hot R&B/Hip-Hop Singles & Tracks USA), de l’album You're the Inspiration: A Collection
- 1997 - You're the Inspiration (réenregistrement avec Az Yet) (no 77 USA, no 29 Adult Contemporary USA)
- 1997 - Do You Love Me That Much (no 6 Adult Contemporary USA), de l’album Another Perfect World
- 2001 - Perfect World (no 21 Adult Contemporary USA), de l’album You Just Gotta Love Christmas
- 2005 - You Just Gotta Love Christmas (no 39 Adult Contemporary USA)
- 2005 - Something That Santa Claus Left Behind (no 37 Adult Contemporary USA)

### Bandes originales
- 1986 - Karaté Kid : Le Moment de vérité 2 - Glory of Love
- 1987 - Princess from the Moon - Stay With Me
- 1987 - Trois Hommes et un bébé - Daddy's Girl
- 1989 - Le Ciel s'est trompé - After All (avec Cher)
- 1990 - Pretty Woman - No Explanation
- 1990 - Alerte à Malibu (générique de la 1e saison) - Save Me

## Sources
- (en) Cet article est partiellement ou en totalité issu de l’article de Wikipédia en anglais intitulé « Peter Cetera » (voir la liste des auteurs).